# Shu-Sin
Šu-sin (Shu-Sin, ook wel Shu-Suen) was ca. 2037-2029 v.Chr. koning van Ur onder de derde dynastie van Ur. Hij was de broer en opvolger van Amar-sin.. Zijn vader was Shulgi en zijn moeder heette Abi-simti.. 
Hij trachtte zijn rijk uit te breiden door het dal van de Midden-Eufraat onder zijn gezag te brengen. Hij sloot daartoe een bondgenootschap met de stadstaat Simanum in het noordoosten van Syrië. Hij huwelijkte zijn dochter Kunshi-matum uit aan Arib-atal, de zoon van koning Pusham. De koning werd echter van de troon gestoten -mogelijk door toedoen van de Amorieten- en Šu-sin besloot zich erin te mengen. Vanuit Aššur trok hij op langs de Tigris en nam Nineve, Talmuš en Habura in. Dit was deels Hurritisch gebied dat toebehoorde aan Tiš-atal van Urkeš. Uiteindelijk bereikte hij Simanum, versloeg de opstandelingen en zette Pušam weer op zijn troon. Krijgsgevangenen (sag-nam-ra-aš-aka-ni) werden gedeporteerd en in de streek van Nippur aan het werk gezet om een nieuwe stad te bouwen.
De problemen met de Amorieten waren echter verre van over. In 2035 v.Chr. hield hij een strafexpeditie tegen de Tidnumstam die mogelijk tot aan Yamhad (Aleppo) voerde. De Amoritische nomadenstammen bleven echter oprukken en hij besloot een grote muur te bouwen om hen buiten zijn rijk te houden. De muur verbond de oever van de Tigris met die van de Eufraat en was zo'n 280 km lang. Resten ervan zijn boven Baghdad nog te zien. Zijn bouwwerk hield de Amorieten voldoende in bedwang dat hij zich in 2031 naar het oosten kon wenden en Indasu, de koning van Zabšali in het Zagrosgebergte een lesje te leren. Hij liet zich afbeelden met Indasu onder zijn hiel en keerde terug met slaven en zakken vol zilver en goud. Hij heerste ook in het laagland van Elam. In Susa zijn bakstenen met zijn naam gevonden. Hij schijnt zelfs een zeetocht naar het verre Magan gehouden te hebben.
In een aantal stukken Akkadische erotische poëzie, vergelijkbaar met het Bijbelse Hooglied vertolkt Šu-sin de mannelijke hoofdrol. Deze liefdesliederen werden gezongen door de lukur-priesteres bij de viering van het huwelijk van Dumuzi en Inanna. Šu-sin werd vergoddelijkt, zelfs al bij zijn leven. In Ešnunna bouwde gouverneur Ituriya een tempel voor hem. Dit is het enige voorbeeld van een tempel gewijd aan een vergoddelijkte heerser die nog in leven was in Mesopotamië.
Op een zegelafdruk van ene Abbakalla van Ur, een schrijver in dienst van de koning, komt mogelijk voor het eerst een bereden paard voor. De oren zijn kort, de manen lang en de staart is vol en daarmee lijkt het geen ezel of onager zijn, die tot dan toe als rij- en lastdieren gebruikt werden.
Hij werd begraven in de stad Uruk en opgevolgd door Ibbi-sin.